# Enterprise Center
Lo Enterprise Center (precedentemente Kiel Center dal 1994 al 2000 e Savvis Center dal 2000 al 2006 e Scottrade Center dal 2006 al 2018) è un'arena coperta situata a St. Louis, Missouri. Ospita le partite dei St. Louis Blues, squadra del campionato NHL.
L'arena ospita circa 175 eventi ogni anno, a cui assistono circa 2 milioni di persone. Nel primo quarto del 2006, lo Enterprise Center si classificò come seconda arena negli USA e quarta nel mondo per biglietti venduti. La Pollstar classifica costantemente quest'arena tra le prime 10 al mondo per vendita di biglietti di eventi non legati a squadre sportive.
Il record di presenze venne registrato nel 2007 durante una partita di basket universitario, a cui assistettero 22.612 spettatori.

## Storia
Il Kiel Center venne inaugurato nel 1994 per sostituire il Kiel Auditorium, demolito nel dicembre 1992. Dopo l'accordo del 2000 con la società SAVVIS per l'acquisto dei diritti di denominazione, l'arena divenne Savvis Center fino al settembre 2006, quando venne siglato un nuovo contratto con la Scottrade (società di Saint Louis di investimenti on-line).

## Eventi importanti
- 21 ottobre 1994: il leggendario cantante Frank Sinatra tiene il suo ultimo concerto; le sue ultime parole al pubblico furono: "I will see you again, I promise", cioè "Ci vedremo ancora, ve lo prometto"
- 22 giugno 1996: NHL Entry Draft
- 5 ottobre 1997: WWE Bad Blood: In Your House
- 15 novembre 1998: WWE Survivor Series
- 1999: Incontro di Papa Giovanni Paolo II con i giovani
- 21 ottobre 2001: WWE No Mercy
- 2006: Campionati nazionali di Pattinaggio di figura
- 20 maggio 2007: WWE Judgment Day
- 21 febbraio 2010: WWE Elimination Chamber
- 29 gennaio 2012: WWE Royal Rumble
- 23 luglio 2012: millesima puntata di WWE Raw
- 23 novembre 2014: WWE Survivor Series
- 19 luglio 2015: WWE Battleground